# سایه‌های تاریک

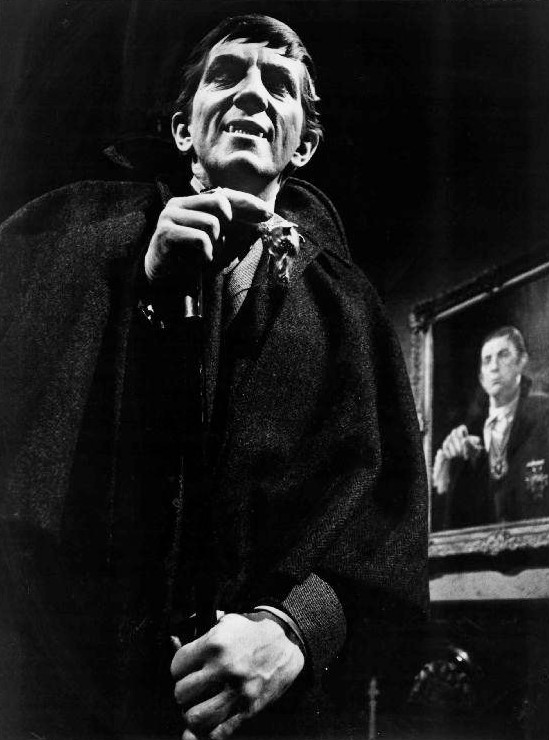
جاناتان فرید در نقش بارناباس کالینز یک خون‌آشام دویست ساله

سایه‌های تاریک یک سریال آبکی آمریکایی است که از ۲۷ ژوئن ۱۹۶۶ تا ۲ مارس ۱۹۷۱ در روزهای هفته از شبکه تلویزیونی ای‌بی‌سی پخش می‌شد. داستان این مجموعهٔ تلویزیونی زندگی، عاشق شدن، دادگاهی شدن و دشواری‌های زندگی خانوادهٔ ثروتمند «کالینز» بود که در منطقهٔ کالینزپورت از ایالت مین زندگی می‌کردند، منطقه‌ای که در آن رویدادهای فراطبیعی رخ می‌داد.
این مجموعهٔ تلویزیونی ده ماه پس ار شروعش، زمانی که شخصیتی خون‌آشام با نام بارناباس کالینز (با بازی جاناتان فرید) در آن ظاهر شد به شهرت رسید.